# اچ‌ام‌اس ایمپریوس (۱۸۵۲)
اچ‌ام‌اس ایمپریوس (۱۸۵۲) (به انگلیسی: HMS Imperieuse (1852)) یک کشتی بود که طول آن ۱۴۸ فوت ۶ اینچ (۴۵٫۲۶ متر) بود. این کشتی در سال ۱۸۵۲ ساخته شد.